# ГЕС Gùzēng
ГЕС Gùzēng (固增水电站) — гідроелектростанція, що спорудужється у центральній частині Китаю в провінції Сичуань. Знаходячись між ГЕС Égōngbǎo (вище по течії) та ГЕС Lìzhōu, входить до складу каскаду на річці Муліхе (Літанг), яка впадає праворуч до Ялунцзян, великої лівої притоки Дзинші (верхня течія Янцзи).
В межах проекту річку перекриють бетонною греблею висотою 27 метрів, яка утримуватиме водосховище із об'ємом 484 тис. м3 (корисний об'єм 120 тис. м3) та нормальним рівнем поверхні на позначці 2215 метрів НРМ. Зі сховища ресурс транспортуватиметься через дериваційний тунель довжиною 11 км.
Основне обладнання станції становитимуть чотири турбіни типу Френсіс потужністю по 43МВт, які використовуватимуть напір у 129 метрів.
Введення станції у експлуатацію заплановане на 2020 рік.